# Tamás Mihály
Tamás Mihály (Beregszász, 1897. február 27. – Melbourne, Ausztrália, 1967. augusztus 27.) író, építészmérnök, egyetemi tanár.

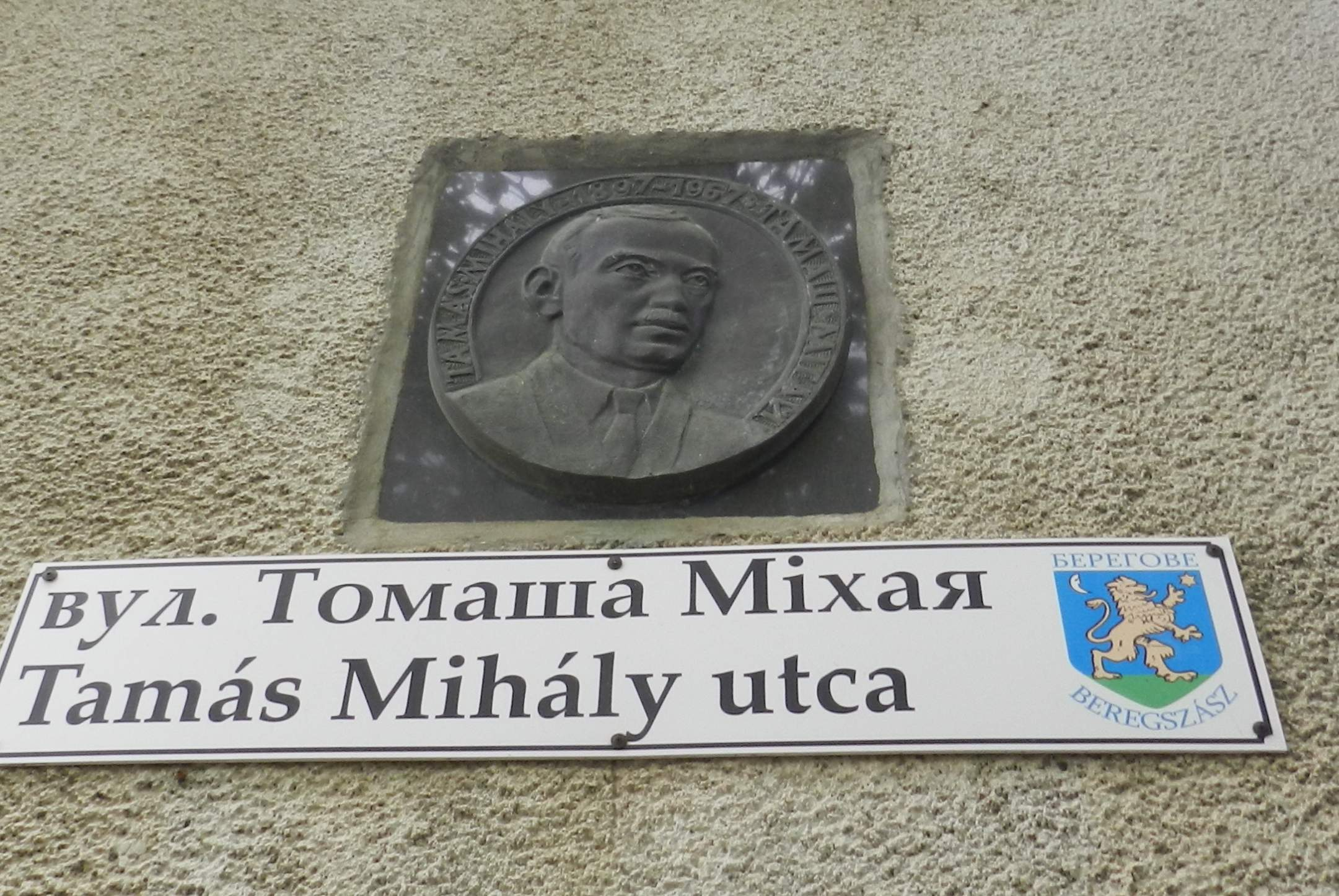

## Élete
Tamás Mihály, eredeti nevén Tvаrоska Mihály 1897. február 27-én a ma Kárpátalján fekvő, Beregszászban született.
Iskoláit szülővárosában végezte, majd a budapesti műegyetemen folytatta tanulmányait, ahol 1921-ben kapott építész oklevelet, majd Brünnben útépítő mérnöki oklevelet szerzett.
Először Beregszászban híd- és magasépítéssel foglalkozó mérnöki irodát nyitott, majd 1934-től Kassán a Neuchâtel Asphalt Co. mérnöke, 1934-től pedig egy angliai cég kassai alkalmazottja lett, majd 1939-ben a cég Budapestre helyezte át.
1940-től az Aszfaltipari és Útépítő Részvénytársaság, valamint a Regeteruszkai Kőbánya Korlátolt Felelősségű Társaság igazgatója volt.
A két világháború között a szlovákiai magyar irodalom egyik vezető személyisége volt: 1920-tól a Kassai Napló és a Magyar Újság munkatársa, 1937-től pedig a Tátra című lap főszerkesztője és a könyvkiadó igazgatója lett. 
1947-ben itt hagyva az országot először Londonba ment, majd az 1950-es évek elején Ausztráliában telepedett le, ahol előbb mint mérnök dolgozott, majd a melbourne-i egyetem építészmérnöki karának tanára lett.
Melbourne-ben halt meg, 1967-ben.

## Munkássága
- 1933-1938 között a pozsonyi Magyar Újság kárpátaljai szerkesztője.
- 1937-38-ban tagja volt a Magyar Múzsa szerkesztő bizottságának és egyben szerkesztette a Tátra című folyóiratot is a Tátra könyvkiadó igazgatójaként. Több elbeszélése, regénye is megjelent.

## Főbb művei
- Novelláskönyv (Kassa, 1923)
- Tavaszi vallomás. Fiatal évek regénye (regény, Berlin, 1926)
- Mirákulum (kisregények, Kassa, 1932)
- Két part között fut a víz… (regény, Budapest, 1936, Pozsony – Budapest, 1970)
- Szép szerelmes nyár (regény, Kassa, 1936)
- Sziklán cserje (elbeszélés, Pozsony, 1937)
- Maris (regény, Budapest, 1944)
- Szép Angéla háza és más történetek; vál., szerk., utószó S. Benedek András; Hatodik Síp Alapítvány, Bp., 1994 (Emberhalász könyvek)